# The Drinkers
 (février 2018).
Si vous disposez d'ouvrages ou d'articles de référence ou si vous connaissez des sites web de qualité traitant du thème abordé ici, merci de compléter l'article en donnant les références utiles à sa vérifiabilité et en les liant à la section « Notes et références ».

The Drinkers est un groupe de rock slovène populaire dans son pays et les pays de l'ex-Yougoslavie.
Sa musique est un mélange d'influences rock 'n' roll et hard rock occidentales (on trouve un clin d'œil à Van Halen et Queen sur le single "Mat. K"). On y trouve plus particulièrement des références au rock allemand et au groupe Die Toten Hosen dont il reprend le single "Zehn kleine Jägermeister", qui devient "Deset majhnih jagrov" en slovène, et le concept de l'album de reprises de chants de Noël version guitares saturées.
Les textes sont en slovène, parfois en serbo-croate. Ils traitent essentiellement de sujets légers comme l'alcool et le rock 'n' roll. Les musiciens revendiquent d'ailleurs leur propre style : le Drink'n'roll.
Il s'agit d'une musique ouvertement festive, basée sur des accords simples et des refrains faciles à retenir.

## Formation
- Sandi Kolenc dit Koli, né le 20/07/1965 à Trbovlje, Slovénie (chant)
- Robert Likar, né le 17/02/1967 à Ljubljana, Slovénie (guitare)
- Miro Mutvar, né le 09/06/1966 à Ljubljana, Slovénie (basse)
- Roman Milavec, né le 24/04/1975 à Postojna, Slovénie (batterie)

## Discographie
- Lepi in trezni (1995)
- Žeja (1997)
- Ko to tamo peva (1998, single)
- Pivolucija (1999)
- Zadnja Večerja (1999, EP)
- De best od (2001, Compilation)
- Prohibicija (2003)